# Джерело № 11 (колишня «Юзя») курорту «Трускавець»
Джерело́ № 11 (коли́шня «Ю́зя») куро́рту «Трускаве́ць» — гідрологічна пам'ятка природи місцевого значення в Україні. Розташована в межах міста Трускавця Львівської області, на бульварі Торосевича (неподалік від бювета № 2).

## Загальні відомості
Площа 0,3 га. Статус надано 1984 року. Перебуває у віданні: Трускавецька територіальна курортна рада по управлінню курортами профспілок. 
Статус надано з метою збереження джерела мінеральної води «Юзя» типу «Нафтуся». 
Вода «Юзя» слабомінералізована (мінералізація 0,7 мг/л), зі слабким запахом сірководню. Надкаптажна дерев'яна споруда належить до пам'яток архітектури місцевого значення. 
Джерело розташоване на території  Курортного парку.

## Галерея

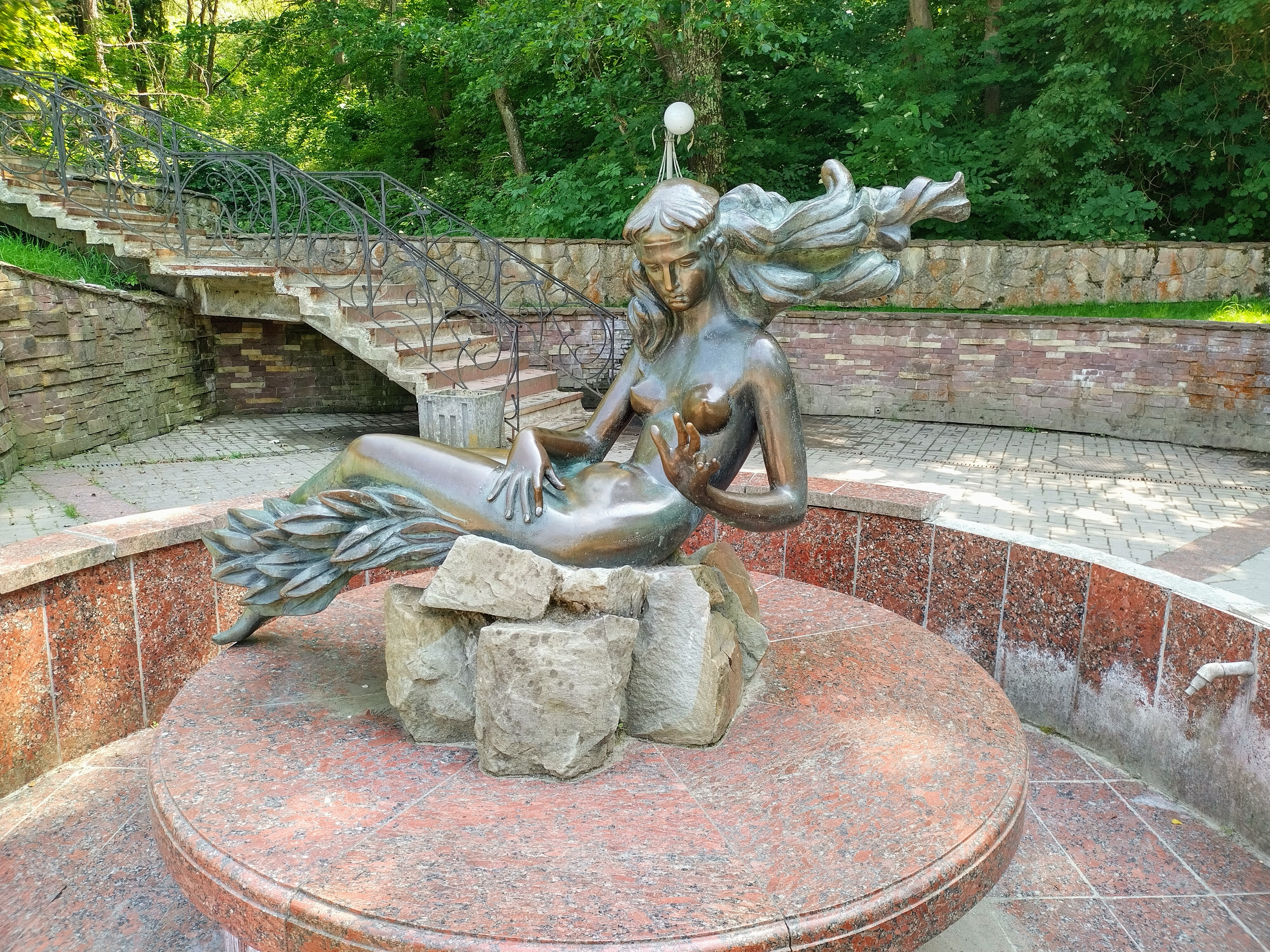
Скульптура "Юзя", Автор Василюк Леонід, ЛЕКСФ
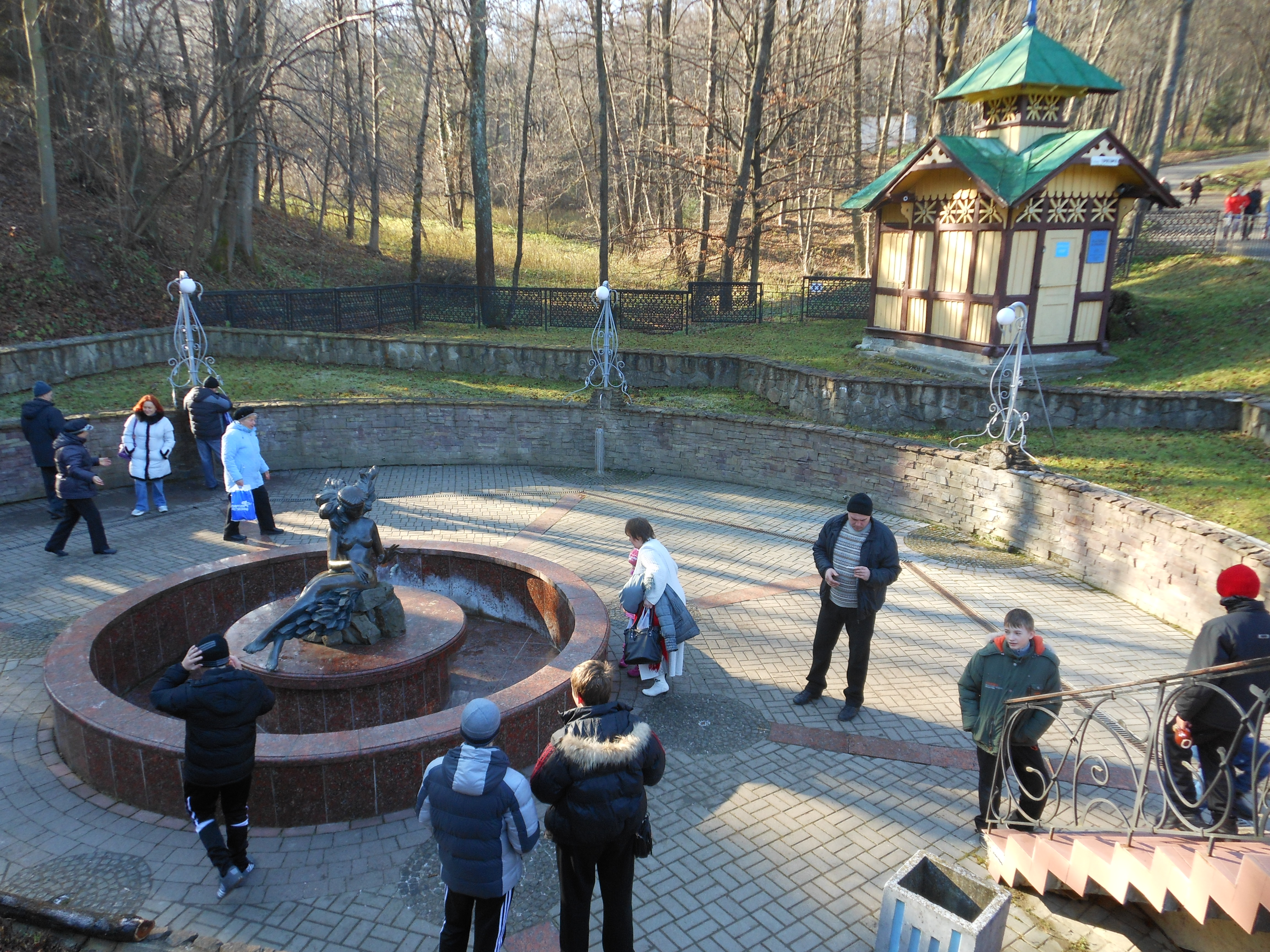
Відпочівальники біля джерела